# Perry Ferguson
Perry Ferguson (Fort Worth, 13 novembre 1901 – Los Angeles, 27 dicembre 1963) è stato uno scenografo statunitense.

## Biografia
Ha preso parte a circa 50 tra film e serie TV tra gli anni '30 e gli anni '60. Ha ricevuto cinque nomination ai Premi Oscar nella categoria migliore scenografia, senza tuttavia mai vincere: nel 1937, nel 1942, nel 1943, nel 1944 e nel 1945.

## Filmografia parziale
- Il treno fantasma (The Silver Streak), regia di Thomas Atkins (1934)
- Musica per signora (Music for Madame), regia di John G. Blystone (1937)
- Ho salvato l'America (They Got Me Covered), regia di David Butler (1943)
- Fuoco a oriente (The North Star), regia di Lewis Milestone (1943)
- Innamorati dispettosi (The Lady Says No), regia di Frank Ross (1951)